# El futuro hombre del comunismo
El futuro hombre del comunismo és un mural planificat per Josep Renau a la República Democràtica Alemanya, que s'havia d'haver realitzat el 1969. En ell, es representava a un individu, que representava el futur de la humanitat baix el comunisme. El treball fou rebutjar per representar sols una figura, i no un col·lectiu, com esperava el Partit Socialista Unificat.
El 1974, l'autor valencià torna a proposar el mural a les autoritats alemanyes, que novament el rebutgen. El 2020, l'artista Javier Parra comença a treballar en la realització del mural, amb les mesures originals de Renau, amb l'objectiu d'exposar-lo permanentment al País Valencià.